# Nagyváradi neológ zsinagóga
A nagyváradi neológ zsinagóga műemlék épület Romániában, Bihar megyében. A romániai műemlékek jegyzékében a BH-II-m-B-01054 sorszámon szerepel.

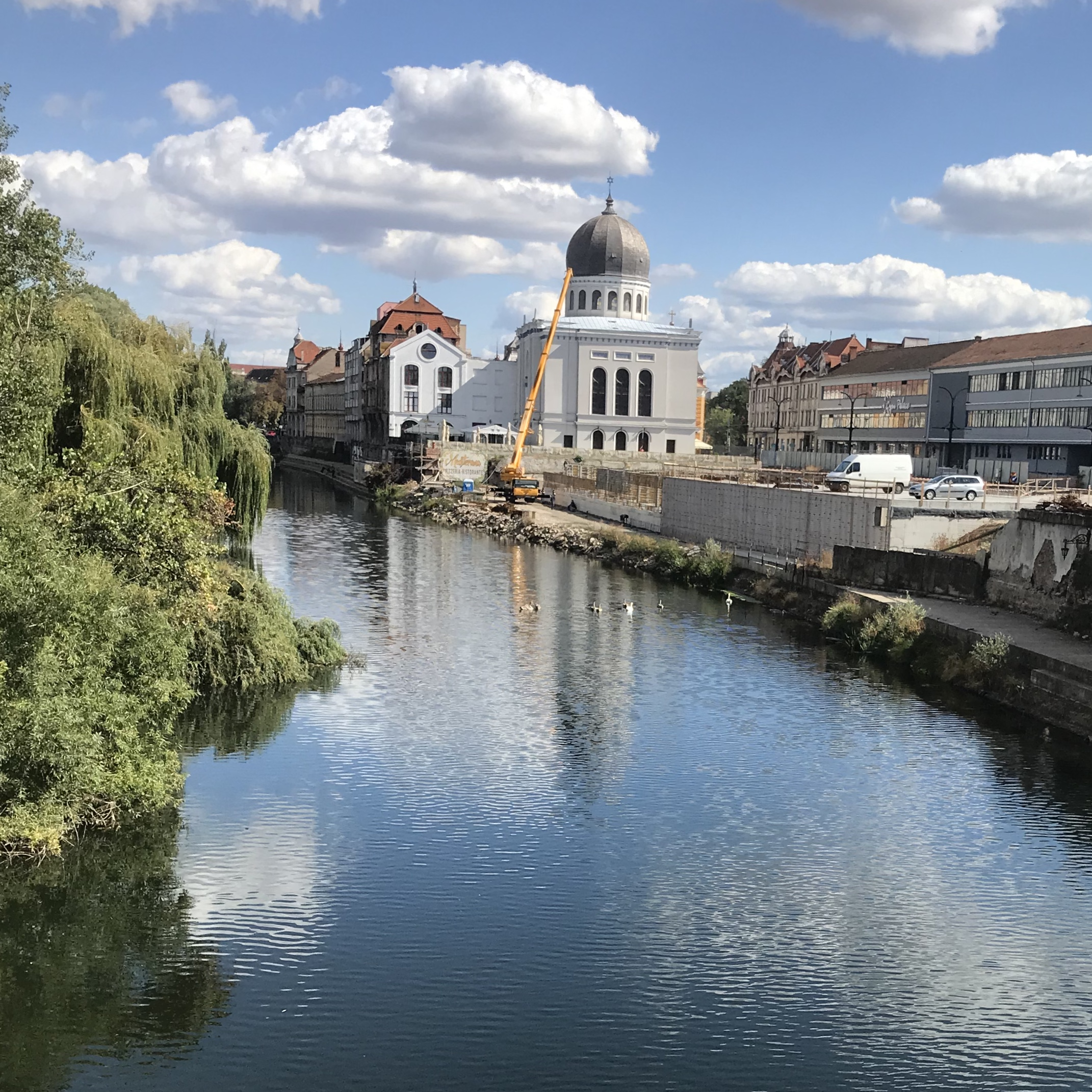
A zsinagóga 2019-ben a felújítás után

## Leírása

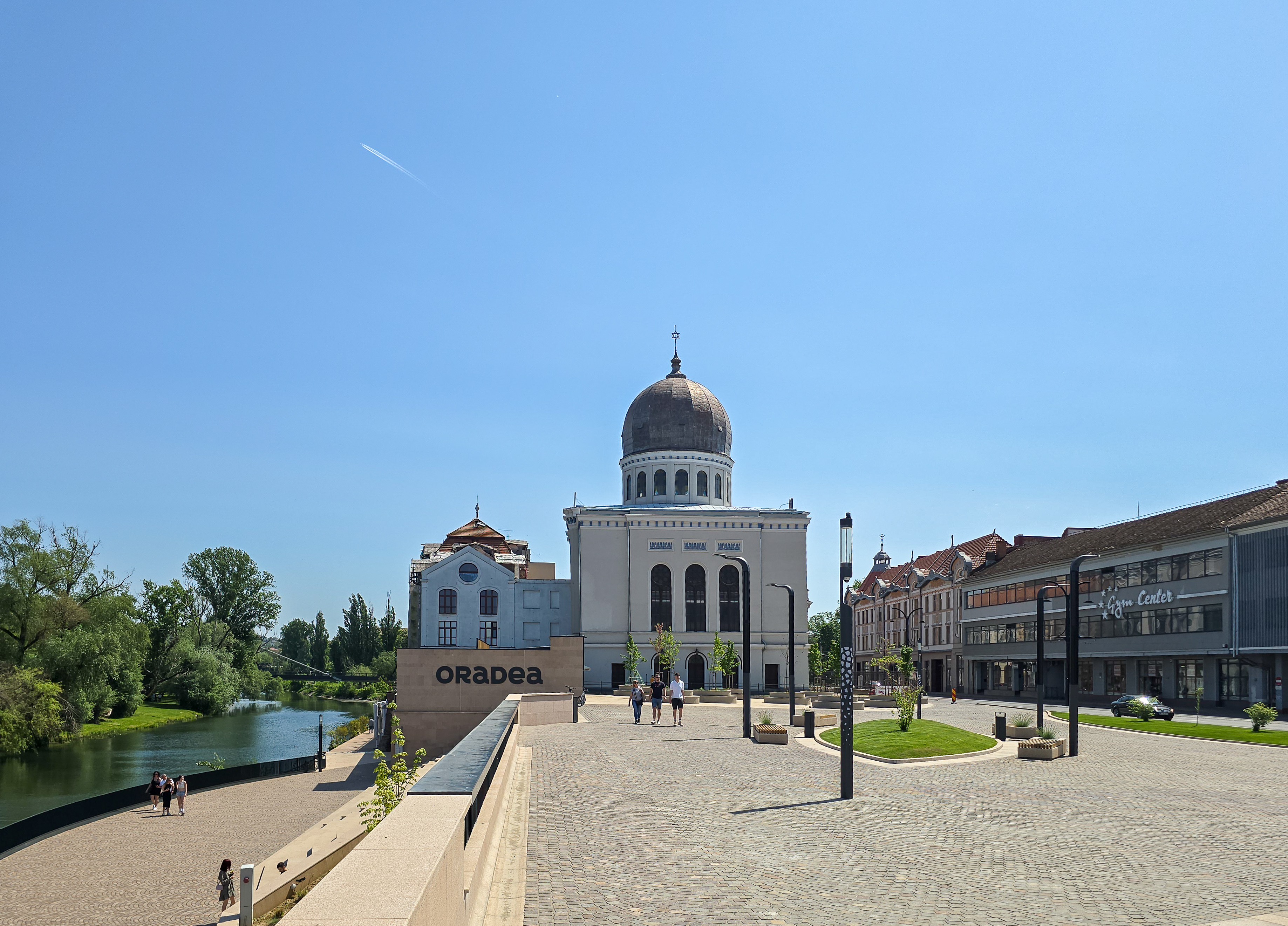
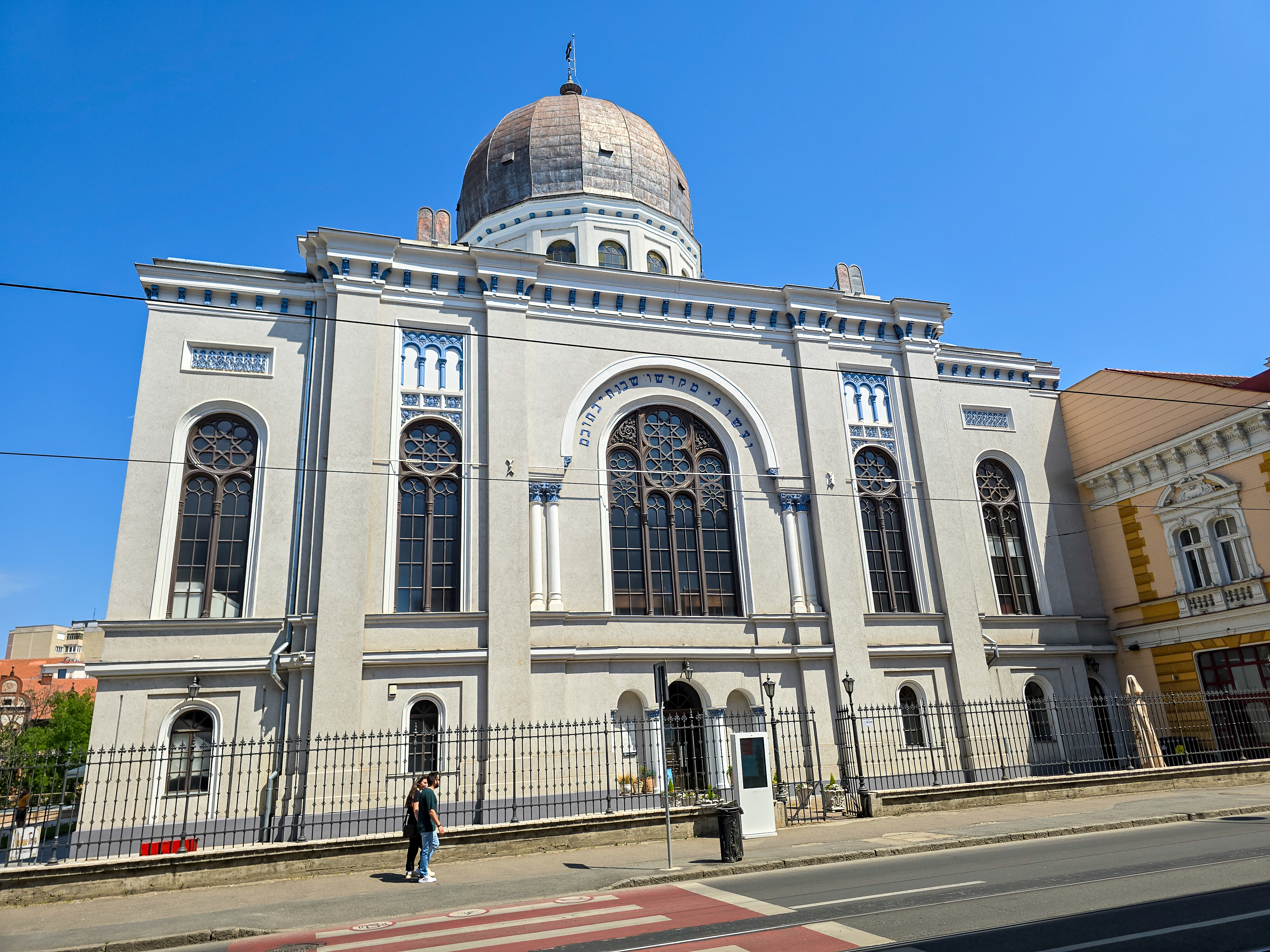
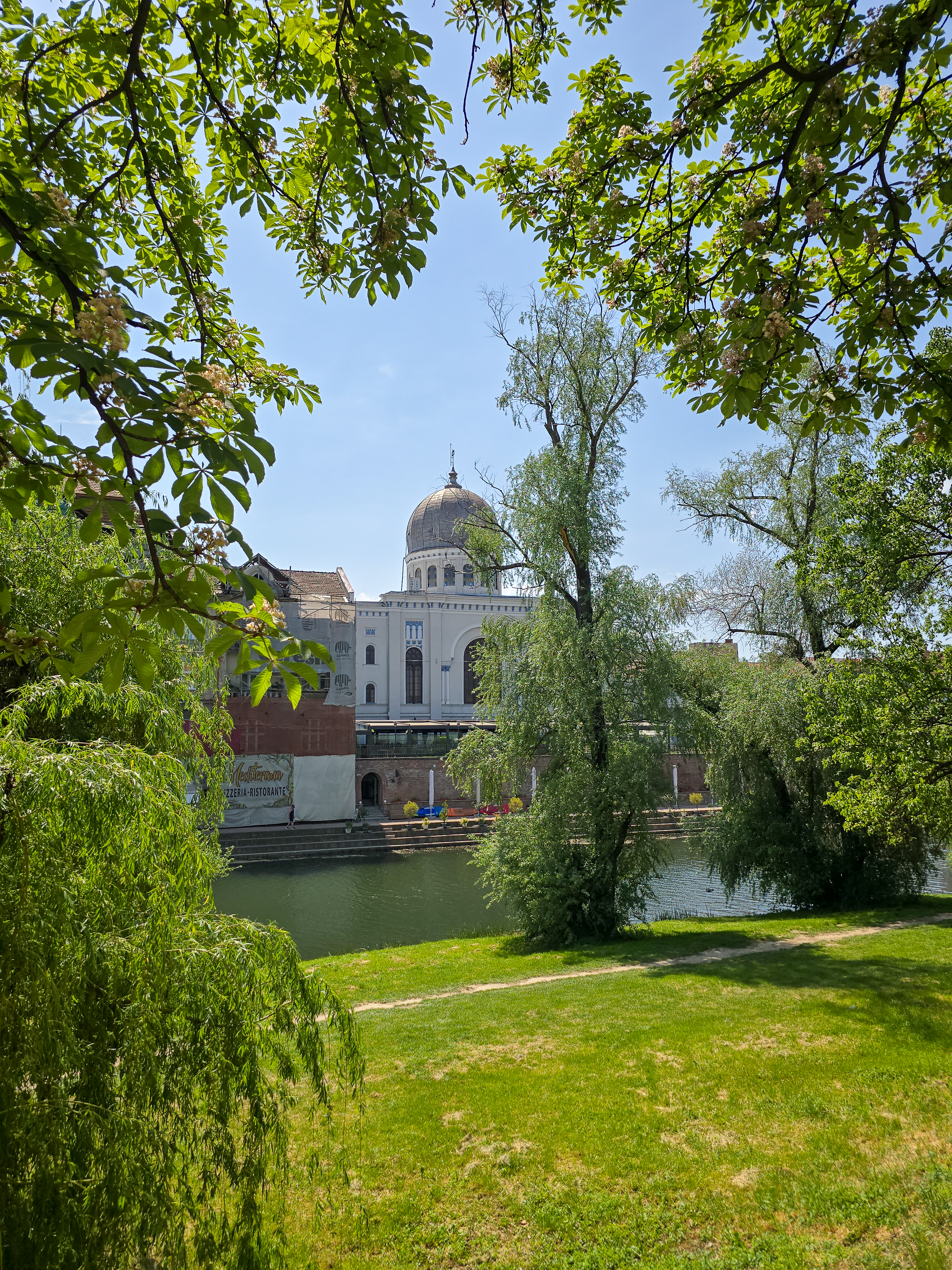
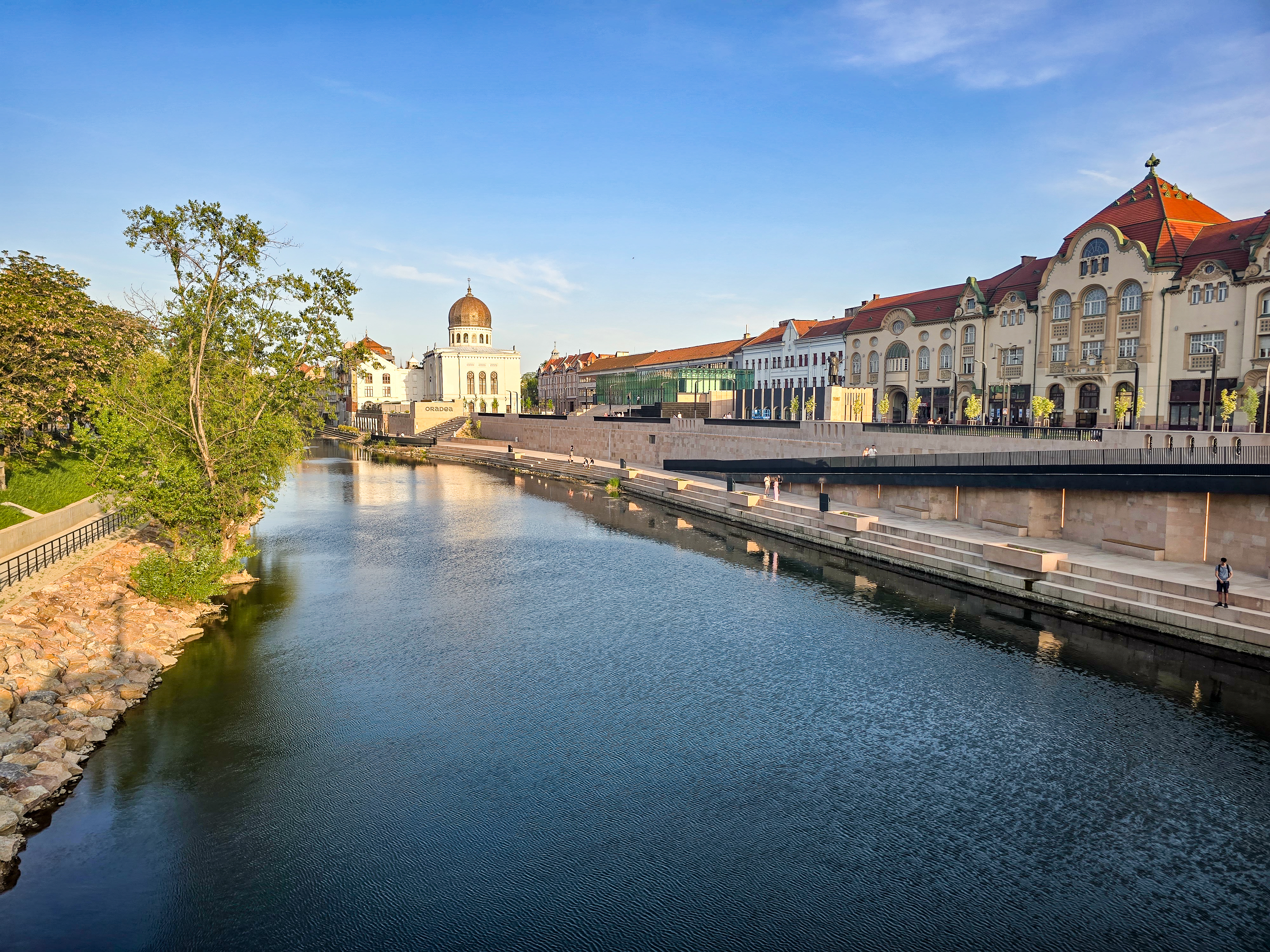